# French Open 2025 (Badminton)
Die Yonex French Open 2025 im Badminton finden vom 21. bis zum 26. Oktober 2025 in der Glaz Arena, Chemin du Bois de la Justice in Paris statt. Das Preisgeld wird 950.000 US-Dollar sein.